# Randy (Vorname)
Randy ist ein englischer, überwiegend männlicher Vorname.

## Herkunft und Bedeutung
Der männliche Vorname Randy ist eine Verkleinerungsform der Vornamen Randall oder Randolf. In der weiblichen Form ist er eine Ableitung von Miranda.

## Namensträger

### Männlicher Vorname

#### A
- Randy Atcher (1918–2002), US-amerikanischer Country-Sänger

#### B
- Randy Bachman (* 1943), kanadischer Rockmusiker
- Randy Barnes (* 1966), US-amerikanischer Kugelstoßer
- Randy Bass (* 1954), US-amerikanischer Baseballspieler und Politiker
- Randy Bernard, US-amerikanischer Sportfunktionär
- Randy Bernsen (* 1954), US-amerikanischer Gitarrist und Jazzkomponist
- Randy Blythe (* 1971), US-amerikanischer Musiker
- Randy Boissonnault (* 1970), kanadischer Politiker
- Randy Boone (* 1942), US-amerikanischer Schauspieler
- Randy Bowen (* 1961), US-amerikanischer Formgestalter und Plastiker
- Randy Boyagoda (* 1976), kanadischer Schriftsteller, Anglist und Literaturkritiker
- Randy Braumann (1934–2020), deutscher Fotograf und Journalist
- Randy Brecker (* 1945), US-amerikanischer Jazzmusiker (Trompete)
- Randy Brock (* 1943), US-amerikanischer Politiker
- Randy Brooks (1919–1967), US-amerikanischer Jazztrompeter und Bandleader
- Randy Brooks (* 1950), US-amerikanischer Schauspieler
- Randy Burridge (* 1966), kanadischer Eishockeyspieler

#### C
- Randy Caballero (* 1990), nicaraguanischer Boxer
- Randy California (1951–1997), US-amerikanischer Musiker
- Randy Carlyle (* 1956), kanadischer Eishockeyspieler und -trainer
- Randy Castillo (1950–2002), US-amerikanischer Schlagzeuger
- Randy Couture (* 1963), US-amerikanischer Kampfsportler und Schauspieler
- Randy Coven (1960–2014), US-amerikanischer Bassist
- Randy Crouch (* 1952), US-amerikanischer Countrysänger und Multiinstrumentalist der Red-Dirt-Szene
- Randy Culpepper (* 1989), US-amerikanischer Basketballspieler
- Randy Cunneyworth (* 1961), kanadischer Eishockeyspieler und -trainer
- Randy Cunningham (* 1941), US-amerikanischer Politiker
- Randy Daniels (* 1950), US-amerikanischer Politiker
- Randy Douvier (* 1954), US-amerikanischer Basketballspieler

#### D
- Randy Dutra, Filmtechniker

#### E
- Randy Edelman (* 1947), US-amerikanischer Filmkomponist
- Randy Edmonds (* 1963), kanadischer Eishockeyspieler und -trainer
- Randy Edwini-Bonsu (* 1990), ghanaisch-kanadischer Fußballspieler

#### F
- Randy Feenstra (* 1969), US-amerikanischer Politiker
- Randy Flagler (* 1968), US-amerikanischer Schauspieler
- Randy Forbes (* 1952), US-amerikanischer Politiker
- Randy Foye (* 1983), US-amerikanischer Basketballspieler

#### G
- Randy Gardner (* 1958), US-amerikanischer Eiskunstläufer
- Randy Gilhen (* 1963), kanadischer Eishockeyspieler
- Randy Glover, US-amerikanischer Computerspiel-Programmierer
- Randy Gregg (* 1956), kanadischer Eishockeyspieler
- Randy Gregg (* 1969), US-amerikanischer Bassist und Mitglied der Band Thin Lizzy

#### H
- Randy Hahn, kanadischer Sportkommentator
- Randy Hansen (* 1954), US-amerikanischer Musiker
- Randy Harrison (* 1977), US-amerikanischer Schauspieler
- Randy Hillier (* 1960), kanadischer Eishockeyspieler und -trainer
- Randy Holt (* 1953), kanadischer Eishockeyspieler
- Randy Houser (* 1975), US-amerikanischer Countrysänger
- Randy Hultgren (* 1966), US-amerikanischer Politiker

#### J
- Randy Jirtle (* 1947), US-amerikanischer Biologe und Hochschullehrer
- Randy Johnson (1944–2009), US-amerikanischer American-Football-Spieler
- Randy Johnson (* 1963), US-amerikanischer Baseballspieler
- Randy Johnston (* 1956), US-amerikanischer Jazz-Gitarrist
- Randy Jones (* 1952), US-amerikanischer Sänger und Schauspieler
- Randy Jones (* 1981), kanadischer Eishockeyspieler
- Randy de Jong (* 1993), niederländischer Koch

#### K
- Randy Katana (* 1965), niederländischer DJ und Produzent
- Randy Kerber (* 1958), US-amerikanischer Musiker
- Randy Steven Kraft (* 1945), US-amerikanischer Serienmörder
- Randy Krummenacher (* 1990), Schweizer Motorradrennfahrer
- Randy Kuhl (* 1943), US-amerikanischer Politiker

#### L
- Randy Ladouceur (* 1960), kanadischer Eishockeyspieler und -trainer
- Randy Larsen (* 1961), US-amerikanischer Philosoph und Hochschullehrer
- Randy Lerner (* 1962), US-amerikanischer Geschäftsmann
- Randy Lew (* 1985), US-amerikanischer Pokerspieler und -kommentator
- Randy Lewis (* 1959), US-amerikanischer Ringer

#### M
- Randy Mamola (* 1959), US-amerikanischer Motorradrennfahrer
- Randy Manery (* 1949), kanadischer Eishockeyspieler
- Randy Matson (* 1945), US-amerikanischer Leichtathlet
- Randy McKay (* 1967), kanadischer Eishockeyspieler und -trainer
- Randy McKean, US-amerikanischer Jazzmusiker
- Randy McNally (* 1944), US-amerikanischer Politiker
- Randy Meisner (1946–2023), US-amerikanischer Bassist und Sänger (Eagles, Poco)
- Randy Moller (* 1963), kanadischer Eishockeyspieler
- Randy Montie (* 1999), österreichischer Fußballspieler kamerunischer Abstammung
- Randy Moss (* 1977), US-amerikanischer American-Football-Spieler

#### N
- Randy Napoleon (* 1977), US-amerikanischer Jazzgitarrist
- Randy Neal (* 1956), kanadischer Eishockeyspieler und -trainer
- Randy Neugebauer (* 1949), US-amerikanischer Politiker
- Randy Newman (* 1943), US-amerikanischer Sänger-Songwriter, Pianist und Komponist

#### O
- Randy Orton (* 1980), US-amerikanischer Wrestler der dritten Generation

#### P
- Randy Pausch (1960–2008), US-amerikanischer Informatiker
- Randy Pearlstein (* 1971), US-amerikanischer Schauspieler und Drehbuchautor
- Randy Pepper, US-amerikanischer Amateurastronom und Asteroidenentdecker
- Randy Peterson, US-amerikanischer Jazzschlagzeuger
- Randy Piper (* 1953), US-amerikanischer Musiker
- Randy Porter, US-amerikanischer Jazzpianist und Komponist
- Randy De Puniet (* 1981), französischer Motorradrennfahrer

#### Q
- Randy Quaid (* 1950), US-amerikanischer Schauspieler

#### R
- Randy Rainbow (* 1981), US-amerikanischer Komiker und Sänger
- Randy Rampage (1960–2018), kanadischer Sänger und Bassist
- Randy Rhoads (1956–1982), US-amerikanischer Rockgitarrist
- Randy Robitaille (* 1975), kanadischer Eishockeyspieler

#### S
- Randy Samuel (* 1963), kanadischer Fußballspieler
- Randy Sandke (* 1949), US-amerikanischer Jazztrompeter
- Randy Savage (1952–2011), US-amerikanischer Wrestler
- Randy Schekman (* 1948), US-amerikanischer Biochemiker
- Randy Sexton (* 1959), kanadischer Eishockeyspieler, -trainer und -funktionär
- Randy Shilts (1951–1994), US-amerikanischer Journalist und Schriftsteller
- Randy Smith (* 1965), kanadischer Eishockeyspieler und -trainer
- Randy Smyth (* 1954), US-amerikanischer Segler
- Randy Snow (1959–2009), US-amerikanischer Rollstuhlsportler
- Randy Spears (* 1961), US-amerikanischer Pornodarsteller
- Randy Spelling (* 1978), US-amerikanischer Schauspieler
- Randy Stoklos (* 1960), US-amerikanischer Volleyball- und Beachvolleyballspieler
- Randy Stonehill (* 1952), US-amerikanischer Sänger und Komponist

#### T
- Randy Tate (1952–2021), US-amerikanischer Baseballspieler
- Randy Tate (* 1965), US-amerikanischer Politiker
- Randy Thenu (* 1986), indonesisch-niederländischer Fußballspieler
- Randy Thom, US-amerikanischer Tontechniker und Sounddesigner
- Randy Travis (* 1959), US-amerikanischer Country-Sänger und Songwriter
- Randy Turnbull (* 1962), kanadischer Eishockeyspieler
- Randy Turpin (1928–1966), englischer Boxer

#### W
- Randy Waldrum (* 1956), US-amerikanischer Fußballspieler und -trainer
- Randy Wayne (* 1981), US-amerikanischer Schauspieler und Filmproduzent
- Randy Weber (* 1953), US-amerikanischer Politiker
- Randy Weber (* 1977), US-amerikanischer Skispringer
- Randy West (1947–2024), US-amerikanischer Pornodarsteller und -produzent
- Randy Weston (1926–2018), US-amerikanischer Jazzpianist und -komponist
- Randy White (* 1953), US-amerikanischer American-Football-Spieler
- Randy Williams (* 1953), US-amerikanischer Leichtathlet
- Randy Wolters (* 1990), niederländischer Fußballspieler
- Randy Wood (* 1963), US-amerikanischer Eishockeyspieler

### Weiblicher Vorname
- Randy Bülau (* 1981), deutsche Handballspielerin
- Randy Crawford (* 1952), US-amerikanische Soulsängerin
- Randy Givens (* 1962), US-amerikanische Sprinterin
- Randy Stuart (1924–1996), US-amerikanische Schauspielerin
- Randy Taguchi (* 1959), japanische Schriftstellerin